# Dicranomyia (Peripheroptera) incommodes
Dicranomyia (Peripheroptera) incommodes is een tweevleugelige uit de familie steltmuggen (Limoniidae). De soort komt voor in het Neotropisch gebied.